# Batalla del delta del Rufiji
La batalla del delta del río Rufiji se libró en el África Oriental Alemana (la actual Tanzania) entre octubre de 1914 y julio de 1915 durante la Primera Guerra Mundial, entre el crucero ligero SMS Königsberg de la Armada Imperial alemana y un grupo de buques de guerra británicos, injcluyendo aeroplanos. La batalla fue una sucesión de intentos, finalmente exitosos, de hundir el crucero ligero alemán bloqueado en el estuario del río.

## Trasfondo
En 1914, el barco alemán más poderoso en el Océano Índico era el crucero ligero Königsberg. Después de una avería en el motor tras el hundimiento del crucero protegido británico HMS Pegasus, el Königsberg y su buque de suministros Somali se ocultaron en el delta del río Rufiji mientras la maquinaria dañada del Königsberg era transportada por tierra a Dar es Salaam para su reparación. El crucero británico HMS Chatham avistó al Königsberg en el delta a finales de octubre. El 5 de noviembre, dos cruceros británicos adicionales, el HMS Dartmouth y el Weymouth, arribaron al lugar y bloquearon al barco alemán en el delta, impidiendo su salida a mar abierto. A principios de noviembre, el Chatham abrió fuego a larga distancia y envolvió en llamas al Somali, pero no logró alcanzar Königsberg, que rápidamente remontó el río. Los buques británicos eran más poderosos que el Königsberg, pero no pudieron navegar por el delta. La tripulación del Königsberg camufló su barco para que se confundiera con el bosque que rodea el delta.

## El bloqueo
Los británicos hicieron varios intentos de hundir al Königsberg, incluido uno para infiltrar un torpedero de poco calado y dejarlo a tiro de éstos, una operación fácilmente rechazada por la corriente en el delta. Los británicos hundieron un barco de bloqueo, el Newbridge, en una de las bocas del delta para impedir su fuga por ese brazo del río; sin embargo, pronto se comprendió que el Königsberg todavía podía escapar por uno de los otros canales del delta. En algunas de estas alternativas se colocaron minas de instrucción camufladas como reales, pero se las consideró un elemento disuasorio poco efectivo. Se contrató a un piloto civil llamado Cutler para que llevara su hidroavión, fabricado por la compañía Curtiss, para realizar tareas de reconocimiento; su avión fue derribado, aunque se verificó la presencia del esquivo crucero. Un par de hidroaviones fabricados por la Sopwith Aviation Company para el Real Servicio Aéreo Naval fueron utilizados con la intención de explorar e incluso bombardear al barco, pero pronto dejaron de funcionar en las duras condiciones tropicales. A un trío de hidroaviones fabricados por la Short Brothers les fue algo mejor, logrando tomar fotografías del barco antes de que quedaran inutilizados en tierra por el calor tropical asfixiante y el fuego alemán.
Los intentos de utilizar los cañones de 12 pulgadas (305 mm) del veterano pre-dreadnought HMS Goliath para hundir el crucero no tuvieron éxito, una vez más porque las aguas poco profundas impedían que el acorazado se acercara.
Además del reconocimiento aéreo, parte de la estrategia de la Armada para localizar y planificar la destrucción del Königsberg fue un extenso trabajo de reconocimiento y reconocimiento desde tierra en el delta ocupado por los alemanes, que incluía una estrecha observación de la posición del barco y de su armamento utilizable (cañones, torpedos), la determinación de los canales en el delta navegables por el barco objetivo y los monitores de ataque propuestos, y un seguimiento de un mes de duración de las profundidades de las mareas en un lugar marítimo clave para el Goliath, justo frente a la costa. Este trabajo fue dirigido por P. J. Pretorius, un destacado rastreador y cazador de caza mayor con exposición previa al delta, que fue reclutado por la Armada en su casa rural en Transvaal (ahora provincia de Limpopo).
Sin embargo, en marzo de 1915 los suministros de alimentos del Königsberg escaseaban y muchos miembros de la tripulación habían muerto de malaria y otras enfermedades tropicales. Generalmente aislados del mundo exterior, la moral de los marineros decayó. Sin embargo, la situación mejoró levemente con un plan para reabastecer al crucero y darle la oportunidad de regresar a su base en Alemania. Un barco mercante británico capturado, el Rubens, pasó a llamarse Kronborg y se le dio una bandera danesa, documentos y una tripulación de marineros alemanes especialmente seleccionados por su capacidad de hablar danés. Luego lo cargaron con carbón, cañones de campaña, municiones, agua dulce y suministros. Después de infiltrarse con éxito en las aguas de África Oriental, fue interceptada por el HMS Hyacinth alertado, que la persiguió hasta la Manza Bay. La tripulación prendió fuego su barco y logró evadirse. Posteriormente, los alemanes rescataron gran parte de su cargamento, que luego se utilizó en la campaña terrestre, y parte se transportó al Königsberg.

## Hudimiento
Dos monitores de poco calado, HMS Mersey y Severn, fueron remolcados al Rufiji desde Malta por el Mar Rojo, llegando al delta en junio de 1915. Una vez retirados los elementos no esenciales, se les añadió blindaje atornillado y, bajo fuego de cobertura, aceptaron el desafío. Apoyados por un escuadrón de cuatro aviones terrestres, dos Caudron y dos Henri Farman, con base en la isla de Mafia para detectar caídas de proyectiles, se involucraron en un duelo de largo alcance con el Königsberg, que fue asistido por observadores en tierra. Aunque el Mersey fue alcanzado y los monitores no pudieron lograr sus objetivos el primer día, regresaron el 11 de julio. Finalmente, sus cañones de 150 mm (6 pulgadas) destruyeron el armamento del Königsberg y dejaron inservible al buque. Alrededor de las 14:00, Looff ordenó echar a pique su propio buque con un torpedo. Después de la batalla, la superioridad británica en el Océano Índico era incontestable.

## Acciones posteriores y consecuencias
Al día siguiente, los 188 tripulantes restantes sepultaron a 33 alemanes muertos en combate. Cerca de las tumbas se colocó una placa que decíaBeim Untergang S.M.S. Königsberg am 11.7.15 gefallen... ("Muerto en combate durante el hundimiento del SMS Königsberg el 11 de julio de 1915..."), seguida de una lista de los fallecidos. Los alemanes recuperaron los diez cañones de disparo rápido de 105 mm (4,1 plg) del Königsberg, los montaron en carros de campaña improvisados y los utilizaron con gran éxito como potentes cañones de campaña en su campaña de guerrilla contra los aliados en el África Oriental alemana. Los cañones se utilizaron como fortificaciones portuarias en Dar es Salaam, y uno de ellos se volvió a montar en el barco de pasajeros Graf von Götzen. El último cañón estuvo en uso hasta octubre de 1917. El resto de la tripulación del Königsberg pasó a engrosar las tropas terrestres al mando del general Paul von Lettow-Vorbeck.
Tres de los cañones de 105 mm del Königsberg sobrevivieron; uno está en exhibición en las exterior de Fuerte Jesús, Mombasa (Kenia), otro en los exteriores de los Union Buildings en Pretoria (Sudáfrica) y un tercero en Jinja Barracks en Uganda. Hay referencias de otro en el Congo, pero sin credibilidad.